# Хэмблинг, Мэгги
Мэгги Хэмблинг (англ. Maggi Hambling; 23 октября 1945, Садбери, Саффолк) — английский художник и скульптор-абстракционист.

## Биография
Мэгги Хэмблинг родилась в 1945 году на востоке Англии.

### Семья
У Мэгги Хэмблинг есть старшая сестра Анна (Ann) и старший брат Роджер (Roger). Как признается Мэгги, она всегда была близка с матерью, а с отцом сблизилась после того, как он вышел на пенсию в 60 лет, тогда художница дала ему масляные краски, и она обнаружила, что её отец— великолепный художник. Именно отец и его картины вдохновили Мэгги после учёбы вернуться в Садбери, где она теперь частично проживает.
Она училась у Седрика Морриса и Летта Хайнс в Ипсвичской (1962-64) и Камберуэлльской школах искусств (1964-67), а также в Школе изящных искусств Феликса Слейда (1967-69).

## Творчество
Помимо скульптуры, Мэгги Хэмблинг также пишет картины. Среди её работ — портреты Джорджа Мелли и Макса Уолла, которые находятся в Национальной портретной галерее Лондона. Работы Хэмблинг входят в публичные коллекции Британского музея, галереи Тейт, Лондонской национальной галереи и в музей Галуста Гюльбенкяна в Лиссабоне.

### «Разговор с Оскаром Уайльдом»

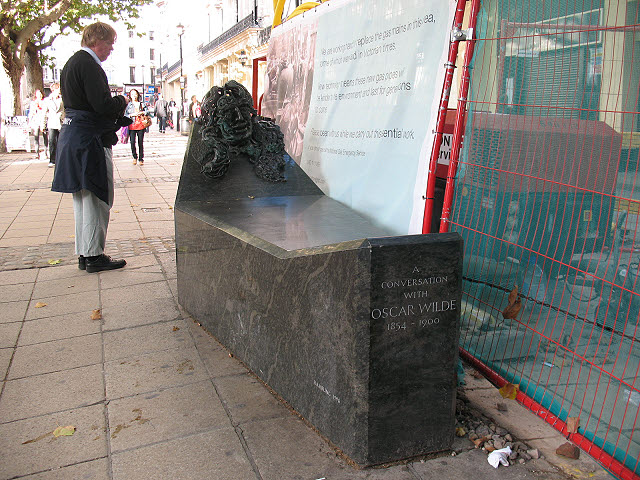
«Разговор с Оскаром Уайльдом», Лондон.

Скульптура «Разговор с Оскаром Уайльдом» создана в 1998 году.
Поклонники Уайльда, особенно Дерек Джармен, впервые предложили создать мемориал в честь Оскара Уайльда в 1980-х годах. После смерти Дерека Джармена в 1994 году для скорейшего появления мемориала был создан комитет, возглавляемый телевизионным продюсером Джереми Айзексом и включающий в себя актёров Джуди Денч, сэра Иэна Маккеллена и поэта Шеймаса Хини. Члены комитета из эскизов работ 12 художников, выбрали идею Хэмблинг. Её дизайн демонстрирует бронзовую голову Уайльда, поднимающуюся из зелёного гранитного саркофага, который также служит скамейкой. Рука Уайльда держала сигарету.Сигарету неоднократно изымали, это даже назвали самым частым актом вандализма по отношению к паблик-арту в Лондоне. Сейчас эту часть скульптуры не заменяют.

### «Раковина»

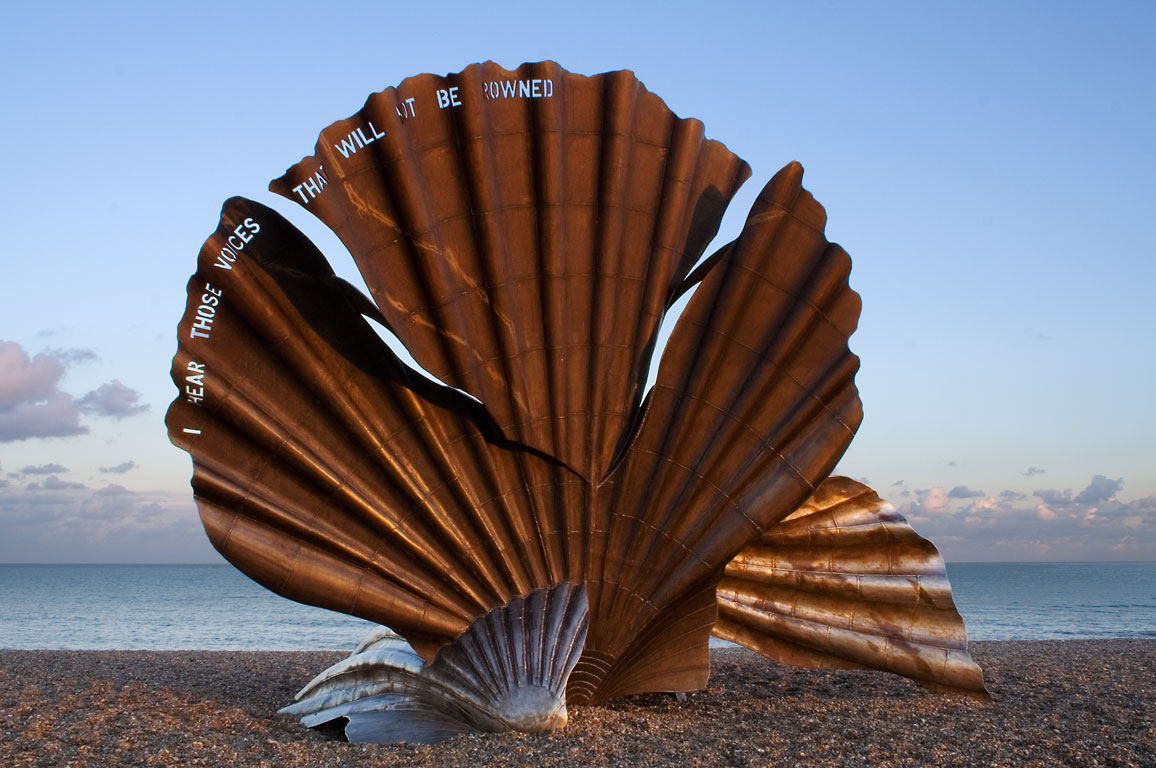
«Раковина», Олдборо.

Скульптура «Раковина» была создана в качестве памятника композитору Бенджамину Бриттену на его родине, в Олдборо.
«Раковина» символизирует дух музыки композитора. Несколько соединенных устричных раковин, сложнейшее сооружение, выполненное из стали. К столетнему юбилею любимого композитора Мэгги Хэмблинг также создала серию «Стена воды», состоящую из 10 гравюр. Вдохновила её на эту работу опера «Блудный сын (опера Бриттена)».
Летом 2013 года проходила выставка с этой серией под названием «Мэгги Хэмблинг. Стена воды» в Эрмитаже. Экспозиция проходила в рамках «Сезонов Бенджамина Бриттена в России». Серия гравюр «Стена воды» воплощает образы «Блудного сына», а также пейзажи с побережья Северного моря, где жил композитор, и где расположилась «Раковина».
«В Британии бесспорным поставщиком китча считают Мэгги Хэмблинг, создающую двусмысленные скульптуры в форме двустворчатой раковины». Работу «Раковина» некоторые относят к плоп-арту. Тем не менее именно за эту скульптуру Мэгги Хэмблинг получила в 2006 году Награду Марша за выдающиеся достижения в области публичной скульптуры (Marsh Award for Excellence in Public Sculpture).
В 2020 году создала Памятник Мэри Уолстонкрафт.
С остальными работами художницы можно ознакомиться здесь.

## Выставки
Список выставок с участием скульптора можно увидеть на официальном сайте Мэгги Хэмблинг
28 июля 2019 открылась первая выставка британской художницы «Ведь красота — не что иное, как начало террора» в Центральной Академии художеств (Музей искусств CAFA) в Пекине. В экспозиции представлено около 60 работ, созданных художницей с 1960-х годов и до наших дней. Среди них — картины маслом, тушью, графитом, углем, а также ряд деревянных скульптур. «Автор использует невероятный диапазон мазков, которые выглядят как абстрактные жесты для выражения сильных эмоций».